# Glabrigrammitis
Glabrigrammitis, novi rod pravih paprati (papratnice) iz potporodice Grammitidoideae,. dio porodice Polypodiaceae, red Polypodiales. 
Postoje dvije vrste, jedna je tajvanski endem, a druga jed raširena po tropskoj Aziji. Rod je opisan u Phytotaxa 597(1): 34. 2023. Tipična vrsta se ne navodi. 

## Etimologija:
Latinski glabri-, goli i Grammitis, rod paprati, koji se odnosi na gole sporangije u usporedbi sa setoznim sporangijima u najsličnijem rodu, Oreogrammitis.

## Vrste
1. Glabrigrammitis nuda (Tagawa) Li Bing Zhang, X.M.Zhou, Jian Jun Yang & Parris
2. Glabrigrammitis subevenosa (Baker) Li Bing Zhang, X.M.Zhou, Jian Jun Yang & Parris

## Sinonimi
Nema.